# Kabbinamane, Belur
Kabbinamane là một làng thuộc tehsil Belur, huyện Hassan, bang Karnataka, Ấn Độ.